# Selenocosmia dichromata
Selenocosmia dichromata is een spinnensoort in de taxonomische indeling van de vogelspinnen (Theraphosidae).
Het dier behoort tot het geslacht Selenocosmia. De wetenschappelijke naam van de soort werd voor het eerst geldig gepubliceerd in 1992 door Joachim Schmidt & von Wirth.